# Хьойкюр Хьойксон
Хьойкюр Хьойксон (на исландски: Haukur Heiðar Hauksson), роден на 1 септември 1991 г., е исландски професионален футболист, десен защитник, настоящ играч на шведския АИК Стокхолм и националния отбор на Исландия.

## Клубна кариера
Хауксон започва кариерата си през 2008 г. в отбора на родния си град – Акюрейри, където остава до 2011 г. Преди сезон 2012 се присъединява към КР Рейкявик, където остава 2 години. След края на сезон 2014 подписва договор за 5 години с шведския АИК Стокхолм.

## Национален отбор
През годините е част от младежките национални отбори до различни възрасти. Прави дебюта си за първия отбор на 19 януари 2015 г. в приятелски мач срещу Канада.
На 10 май 2016 г. излиза официалният състав на Исландия за Евро 2016, като Хауксон е част от него.